# Jerome York
Pour les articles homonymes, voir York.
Jerome York, né le 22 juin 1938 à Memphis dans le Tennessee, et mort le 18 mars 2010 à Pontiac, Michigan, est un ingénieur et homme d'affaires américain.

## Biographie

### Jeunesse
Fils d'un colonel de l'armée des États-Unis, Jerome York fut diplômé de West Point mais une blessure l'empêcha d'entreprendre une carrière militaire. York poursuivit ses études au Massachusetts Institute of Technology, où il décrocha un diplôme d'ingénieur, puis à l'université du Michigan, où il obtint un Master of Business Administration.

### Rôle dans l'industrie automobile
Jerome York fut employé par le constructeur automobile General Motors en tant qu'ingénieur de 1963 à 1967. Il déposa plusieurs brevets durant cette période. Après avoir obtenu son MBA, il s'orienta vers la finance d'entreprise. Il travailla pour Ford entre 1967 et 1970, puis entra chez Chrysler en 1979, où il fut nommé directeur financier (« Chief financial officer », ou CFO) en 1990. Considéré comme l'un des possibles successeurs de Lee Iacocca à la tête de l'entreprise, York partit chez IBM lorsque Robert James Eaton fut nommé président de Chrysler en 1993.
En 1995, Jerome York rejoignit Tracinda Corporation, le fonds d'investissement de l'homme d'affaires Kirk Kerkorian, qui lança une OPA sur Chrysler. En 2006, Kerkorian devint le principal actionnaire de General Motors, ce qui permit à Jerome York, son conseiller, de siéger au conseil d'administration de GM. Il démissionna après l'échec des pourparlers en vue de l'entrée de GM dans l'alliance Renault-Nissan.

### Industrie informatique
Recruté par Louis Gerstner, Jerome York fut nommé vice-président et directeur financier d'IBM en 1993 ; il aida le nouveau CEO à redresser l'entreprise en réduisant ses coûts. En 1997, après le retour de Steve Jobs chez Apple, York fut invité à siéger au conseil d'administration de la société. Il fut également CEO de Micro Warehouse de 2000 à 2003.

### Autres activités
À partir de 2003, York fut CEO de Harwinton Capital Corp. Au cours des années 2000, il siégea au conseil d'administration des firmes Tyco International Ltd et Dana Holdings Corp.

### Décès
Victime d'un anévrisme à son domicile dans la nuit du 16 mars 2010, Jerome York fut transporté au Pontiac Osteopathic Hospital. Sa mort fut annoncée deux jours plus tard.